# Prowincja Rayong
Rayong (taj. ระยอง) – jedna z prowincji (changwat) Tajlandii. Sąsiaduje z prowincjami Chon Buri i Chanthaburi. Prowincja leży nad zatoką Tajlandzką.